# John Lodts
John Lodts, né le 23 septembre 1916 et mort le 16 février 1937, est un joueur de football international belge actif durant les années 1930. Il occupe le poste de milieu de terrain offensif et joue uniquement pour le Royal Antwerp Football Club durant sa brève carrière.

## Carrière
John Lodts fait ses débuts dans l'équipe première de l'Antwerp en 1935 à l'âge de 19 ans. Rapidement, il s'impose dans le onze de base anversois en tant que milieu de terrain offensif. Ses bonnes prestations lui offrent une première sélection en équipe nationale belge en mars 1936, à peine six mois après ses débuts chez les seniors. Il entame la saison suivante dans la peau d'un titulaire mais sa carrière est malheureusement écourtée par son décès inopiné le 16 février 1937, alors qu'il n'a que vingt ans.

## Statistiques
| Saison                | Club                  | Championnat           | Championnat | Championnat | Coupe(s) nationale(s) | Coupe(s) nationale(s) | Total | Total |
| Saison                | Club                  | Division              | M.          | B.          | M.                    | B.                    | M.    | B.    |
| 1935-1936             | Antwerp FC            | Division 1            | 21          | 11          | 0                     | 0                     | 21    | 11    |
| 1936-1937             | Antwerp FC            | Division 1            | 12          | 3           | 0                     | 0                     | 12    | 3     |
| Total sur la carrière | Total sur la carrière | Total sur la carrière | 33          | 14          | 0                     | 0                     | 33    | 14    |

## Carrière internationale
John Lodts compte une convocation et un match joué en équipe nationale belge. Celui-ci a lieu le 8 mars 1936 lors d'un match amical en France et se solde par une défaite 3-0.
Le tableau ci-dessous reprend toutes les sélections de John Lodts. Le score de la Belgique est toujours indiqué en gras.
| Date       | Compétition  | Adversaire | Lieu     | Score | Remarque |
| ---------- | ------------ | ---------- | -------- | ----- | -------- |
| 08/03/1936 | Match amical | France     | Colombes | 3-0   |          |